# Beehive Island (Neuseeland)
Beehive Island (Maori Taungamato Island) ist eine kleine Insel im Hauraki Gulf im Norden von Neuseeland.

## Geographie
Die Insel, die über eine Länge von 117 m in Ost-West-Richtung verfügt, und eine maximale Breit von rund 80 m aufweist, befindet sich gut 1000 m vom südwestlichsten Ende von Kawau Island entfernt. Der unter Wasser liegende Sockel, auf dem die Insel fußt und der einige Felsen aus dem Wasser ragen lässt, erstreckt sich über 522 m in der Länder und 177 m in der Breite. Die bewaldete Insel erhebt sich schätzungsweise bis zu 10 m auf dem Wasser und misst eine Fläche von 0,57 ha inklusive des Sandstrandes, der die gesamte Insel umgibt.
Zwischen Beehive Island Kawau Island verläuft der Rosario Channel und südwestlich der kleinen Insel zu Motuketekete Island der South Channel.

## Flora und Fauna
Die kleine bewaldete Insel ist frei von fremdartigen Schädlingen.